# Flăcăul din orașul nostru (film din 1942)
Flăcăul din orașul nostru (titlul original: în rusă Парень из нашего города, transliterat: Paren iz nașego goroda) este un film dramatic sovietic, realizat în 1942 de regizorul Aleksandr Stolper, după piesa omonimă a scriitorului Konstantin Simonov, protagoniști fiind actorii Nikolai Kriucikov, Nikolai Bogoliubov, Lidia Smirnova și Vladimir Kandelaki.

## Conținut
Flăcăul din Saratov, Serghei Lukonin, în vara anului 1932 părăsește orașul său pentru a pleca în Omskul îndepărtat, la o școală de tanchiști. Logodnica sa, Varenka, care a devenit de curând actriță, rămâne la Saratov. În 1936, Serghei a plecat în războiul civil din Spania. După ce a supraviețuit rănilor, captivității și evadării, Serghei nici măcar nu-și imaginează că Marele Război de apărare a Patriei este înaintea lui...

## Distribuție
- Nikolai Kriucikov – Serghei Lukonin
- Nikolai Bogoliubov – Arkadi Burmin
- Lidia Smirnova – Varia Lukonina-Burmina, sora lui Arkadi Burmin, soția lui Serghei
- Vladimir Kandelaki – Vano Guliașvili
- Nikolai Mordvinov – Aleksei Vasnețov, șeful școlii de tanchiști din Omsk
- Nina Zorkaia – Jenia
- V. Stelanov – Sevostianov
- Valeri Medvedev – Petka „Voljanin”
- Aleksandr Rumnev – translatorul
- Piotr Liubeșkin – Safonov
- Anatoli Alekseev – Volodea
- Hikolai Hriașikov – un comunist (nemenționat)
- Gheorghi Gheorghiu – doctor rezident (nemenționat)
- Grigori Șpighel – ofițerul neamț (nemenționat)
- Tatiana Gurețkaia – asistenta medicală din spital (nemenționat)
- Aleksei Dolinin – apariție cameo (nemenționat)
- Piotr Șaponikov – rănitul din spital (nemenționat)
- Aleksandr Baranov – un tanchist (nemenționat)

## Trivia
În România, piesa scriitorului Konstantin Simonov s-a pus în scenă la Teatrul Muncitoresc CFR Giulești (azi Teatrul Odeon), de regizorul Stelian Cărbunaru, sub titlul Un flăcău din orașul nostru, premiera având loc la 18 octombrie 1948.